# وایلد پیچ ویلیج (تگزاس)
وایلد پیچ ویلیج (به انگلیسی: Wild Peach Village) یک منطقهٔ مسکونی در ایالات متحده آمریکا است که در شهرستان برازوریا، تگزاس واقع شده‌است. وایلد پیچ ویلیج ۲۵٫۹ کیلومتر مربع مساحت و ۲٬۴۵۲ نفر جمعیت دارد و ۸ متر بالاتر از سطح دریا واقع شده‌است.